# 线盲鳗属
线盲鳗屬（Nemamyxine）是盲鳗科的一屬。
臀鳍前伸至鳃孔，分布于新西兰。

## 分类
该属的分类:
- 長體線盲鰻 Nemamyxine elongata[4]
- 克氏線盲鰻 Nemamyxine kriffti